# Saint-Denis-lès-Rebais
Saint-Denis-lès-Rebais là một xã ở tỉnh Seine-et-Marne, thuộc vùng Île-de-France ở miền bắc nước Pháp.

## Dân số
Người dân ở Saint-Denis-lès-Rebais được gọi là Dyonisiens.
Điều tra dân số năm 1999, xã này có dân số là 1.684.